# Цілинна балка (Гуляйпільське лісництво, квартал 56)
Цілинна балка — ботанічна пам'ятка природи місцевого значення. Об'єкт розташований на території Гуляйпільського району Запорізької області, село Комсомольське, Гуляйпільське лісництво, ДП «Пологівське ЛМГ» квартал 56.
Площа — 5 га, статус отриманий у 1972 році.